# Trần Khuê Nguyên
Trần Khuê Nguyên (sinh tháng 1 năm 1941) là chính khách nước Cộng hòa Nhân dân Trung Hoa. Ông từng là Phó Chủ tịch Chính hiệp toàn quốc, Viện trưởng Viện Khoa học xã hội, Bí thư Khu ủy Khu tự trị Tây Tạng và Bí thư Tỉnh ủy Hà Nam. Ông nghỉ hưu năm 2013.

## Tiểu sử
Trần Khuê Nguyên sinh ra ở huyện Khang Bình, tỉnh Liêu Ninh. Năm 1960 đến năm 1964, ông học chuyên ngành giáo dục chính trị tại Học viện Sư phạm Nội Mông Cổ (nay là Đại học Sư phạm Nội Mông Cổ). Tháng 5 năm 1965, ông gia nhập Đảng Cộng sản Trung Quốc. Sau khi tốt nghiệp năm 1964, Trần Khuê Nguyên được phân công làm giáo viên tại Trường Đảng Minh ủy minh Hulunbuir ở Khu tự trị Nội Mông Cổ. Năm 1978, ông được bổ nhiệm làm Phó Hiệu trưởng Trường Đảng Minh ủy minh Hulunbuir. Năm 1980, ông được bổ nhiệm giữ chức Phó Tổng Thư ký Minh ủy minh Hulunbuir rồi trở thành quyền Tổng Thư ký Minh ủy minh Hulunbuir. Năm 1982 đến năm 1983, ông là Tổng Thư ký Minh ủy minh Hulunbuir, Ủy viên Ban Thường vụ Minh ủy minh Hulunbuir. Năm 1983 đến năm 1989, Trần Khuê Nguyên đảm nhiệm vị trí Phó Bí thư Minh ủy minh Hulunbuir rồi Bí thư Minh ủy minh Hulunbuir.
Năm 1989, ông được bầu làm Ủy viên Ban Thường vụ Khu ủy Khu tự trị Nội Mông Cổ. Năm 1991, ông được bổ nhiệm làm Phó Chủ tịch Chính phủ nhân dân Khu tự trị Nội Mông Cổ. Tháng 1 năm 1992, ông được luân chuyển làm Phó Bí thư Khu ủy Khu tự trị Tây Tạng. Tháng 11 năm 1992, Trần Khuê Nguyên thay Hồ Cẩm Đào làm Bí thư Khu ủy Khu tự trị Tây Tạng, về cơ bản là viên chức hàng đầu của Tây Tạng.
Năm 2000, sau nhiệm kỳ 8 năm làm việc ở Tây Tạng, Trần Khuê Nguyên được chuyển đến tỉnh Hà Nam làm Bí thư Tỉnh ủy. Tháng 1 năm 2003, ông được bổ nhiệm làm Viện trưởng Viện Khoa học xã hội. Tháng 3 năm 2003, ông được bầu làm Phó Chủ tịch Chính hiệp toàn quốc khóa X và tái đắc cử chức vụ Phó Chủ tịch Chính hiệp toàn quốc khóa XI vào tháng 3 năm 2008.
Tháng 4 năm 2013, Trần Khuê Nguyên thôi giữ vị trí Viện trưởng Viện Khoa học xã hội, thay ông ở chức vụ này là Vương Vỹ Quang.
Trần Khuê Nguyên là Ủy viên Ban Chấp hành Trung ương Đảng Cộng sản Trung Quốc khóa XIV, XV, XVI, XVII.